# دار عبد اللطيف
 دار عبد الطيف هي تحفة معمارية تاريخية، قصر صغير يقع في ريف بلدية الجزائر العاصمة. مثال لعمارة الجنان للقرن الثامن عشر، كان يضم رسامين من فرنسا الكبرى من 1907 إلى 1962 مثل فيلا ميديشي في الجزائر العاصمة، وبعد ذلك من كازا في مدريد.
جائزة عبد اللطيف، التي تم إنشاؤها في عام 1907، جعلتها مؤسسة ساهمت بشكل كبير في التأثير الفني للجزائر.
تم ترميم الدار، التي تم التخلي عنها بعد استقلال البلاد، والتي تم إدراجها كنصب تاريخي في عام 1967 . أعيد فتحه 10 يونيو 2008 ويضم الآن مقر الوكالة الجزائرية للتواصل الثقافي.

## تاريخ
تم بناء الدار من قبل شخصية بارزة من السلطة في القرن الثامن عشر. أول عمل يذكره يعود تاريخه إلى عام 1715 ويصفه بأنه "ريف يقع في حي العناصر بجوار باب عزون، فوق نافورة الحامة.
في عام 1717، باعها علي بن محمد آغا إلى سيدي علي بن محمد الصباغ، قارئ القرآن في المسجد، مقابل 325 ريال فضة. ثم انتمت إلى عثمان، نقابي الإنكشاريين، ثم إلى الصيدلي، ثم إلى الإنكشاريين. في عام 1790، كانت مملوكة من قبل الحاج محمد خوجة، وزير البحرية، وبعد ذلك بيعت إلى سي محمود عبد الطيف الذي اشتراها عام 1795 مقابل ألفي دينار من الذهب. في عام 1830، لا تزال عائلة عبد الطيف مالك المنزل ويبدو أنها بقيت ملكها حتى عام 1831.
 بعد عام 1831، عاد هذا الجنان إلى الإدارة الاستعمارية الفرنسية وتم تعيينه في مستوصف الفيلق الأجنبي، حتى عام 1836، عندما غادر الفيلق إلى إسبانيا. أعيدت الحملة المهجورة إلى العائلة ممثلة بسيد محمود عبد الطيف الذي باعها في نهاية المطاف إلى العوالم في عام 1846.
 هناك معلومات قليلة المتعلقة بالسنوات العشرين التالية، لكننا نعلم أنها تحولت إلى مركز إسعاف لعلاج مرضى الكوليرا من 22 أغسطس إلى 5 ديسمبر 1866. ثم سقطت في طي النسيان حتى عام 1905، حيث عملت ملحق لحديقة التجارب.
 في فبراير 1906، كتب الناقد الفني أرسين ألكسندر إلى تشارلز جونارت، الحاكم العام للجزائر: "ينبغي أن توجد في الجزائر، خارج المتاحف، دار للفنانين. يمكن إنشاء هذه الدار دون تكلفة كبيرة كما قد يعتقد البعض. الموقع موجود وهو رائع. إنها دار عبد اللطيف فوق حديقة التجارب وهي في حالة خراب. هذه الدار، التي لا تزال ساحرة على الرغم من حالتها المتداعية، تقع في مكان تتوافر فيه أجمل دروس الضوء وأغنى ثروات الطبيعة بشكل يجعلها متاحة للفنانين الذين سيسكنونها. ستجعلها الشرفة، والأعمدة، والفناء الداخلي الذي لا يزال مزيناً بالسيراميك اللامع، والمحيط من الخضرة الفاتنة، مكان إقامة مرغوب فيه. لا شك أن دار عبد اللطيف في حالة سيئة […] لكن بعد ترميمها وإسكان الفنانين […] ستصبح هذه الفيلا المديتشية من الجزائر مشهورة ومحل حسد."
في ديسمبر من نفس العام، نشر الناقد الفني في صحيفة الأخبار اليومية، التي أخرجها فيكتور باروكان، دراسة حول "الفنون والصناعات الفنية في الجزائر" واقترح إنشاء بيت للفنانين.
 ليونس بينيديت، أمين متحف لوكسمبورغ في باريس ومؤسس جمعية الرسامين الاستشراقيين الفرنسيين، يتعامل مع الفكرة ويؤتي ثمارها من خلال قرار الحاكم العام جونارت لترميم المباني وتعيينها لإقامة الفنانين. في عام 1907، صدر قرار حكومي بجعل دار عبد الطيف موطنًا لفناني العاصمة. كان المهندس المعماري غابرييل داربيدا مسؤولاً عن ترميم المباني، وإجراء بعض التحسينات الطفيفة. لم يتم تركيب ورش العمل الفردية الواضحة والواسعة حتى عام 1925 في ملحق للفيلا.
  تم تصنيف الفيلا وحدائقها على قائمة المعالم التاريخية في سبتمبر 1922.
 جائزة عبد اللطيف، التي تم منحها في المنافسة، تم إنشاؤها في عام 1907 بدفع من ليونس بينيديت وشارل جونارت، الحاكم العام للجزائر. جمعية الرسامين الاستشراقيين الفرنسيين هي المسؤولة عن منح الجائزة: إقامة لمدة سنة إلى سنتين في الجزائر. كان بول جوف وصديقه ليون كوفي أول سكان فيلا عبد الطيف عام 1907. وكانت هذه الفيلا، التي لم يكن لها إدارة، تدار مباشرة من قبل السكان. فاز بالجائزة سبعة وثمانون، بما في ذلك سبعة وستون رسام ونقاش، وسبعة عشر نحاتًا ومهندسًا معماريًا.
 وصف في عام 1910 يصفه على النحو التالي: «ليذكر في هذه الدار حوض النساء القديم الذي يحده رواق مزين بالمينا، الفناء الداخلي حيث يوجد معرض به خط مزدوج من الأقواس مدعوم من الدرابزينات الأنيقة مع الأخاديد الملتوية. في المقابل، رواق المدخل، مرفوع على اثني عشر عمودًا ومأوى تحت رؤوسه الحربية، باب بأظافر ومطرقة برونزية. ما وراء قباب الدهليز ودرج الجانب الرهباني، هو الحمام المغربي ثم، في الطابق الأول، الفناء بالكامل من الرخام، محاطًا بأروقة ومزينة بأواني فخارية حيث تزدهر أزهار غريبة منمق. تحت الأقواس، أبواب طويلة تتيح الوصول إلى غرف تعلوها قباب الدير متعددة الألوان. في المنتصف، يمتد جناح قبة متعددة الأضلاع يطل على الخليج والريف. في الجزء العلوي، الشرفة، تقدم سحر البانوراما الجزائرية بأكملها.»
 وصف آخر الدار كما كانت في عام 1942 قدمته مجلة الجزائر: «بتسلق الدرج الضيق للمدخل، ودخول الحديقة الهادئة التي تسبق الفيلا، يعاني المرء بالفعل سحر هذا العطر المعطر برائحة النبات [...] يجب أن تمر تحت هذه المظلة السحرية، وتسلق بضع درجات أخرى للوصول إلى المستطيل الذي يمتد أمام منزل هادئ. هذا هو المكان الذي نود التوقف فيه: الانطباع المفاجئ بالظهور في وسط بيئة لا تضاهى يثبط الزائر الساحر. في كل مكان هناك فقط زواحف في الشلالات، والأشجار ذات القمم المزهرة، وتمتد إلى ما لا نهاية أمام النظرة المبهرة، البحر والسماء، والتي تربك الفيروز في الضوء الذي لا يمكن التعبير عنه. […] من خلال فتح فتحة ضيقة على هذا المستطيل، ترفع الفناء الداخلي على اليمين، على الدرابزينات مع الأخاديد الملتوية، الخط المزدوج لأقواسها الدقيقة. نعمة العواصم، ولون الأواني الفخارية التي تعزز الهندسة المعمارية، والتصميم المتقلب لسيقان التسلق التي تدعمها الأعمدة، وعدد قليل من الأواني الراقية التي توضع هنا وهناك، تشكل مجموعة من الجمال الأصلي والناعم. مقابل الرواق مدخل رواق الفيلا. مهيب، يرتفع على اثني عشر عمودًا، وبابه مزين بالمسامير مع مطرقة برونزية قديمة، مؤطرة، مع فخامة، من» التطريز الحجري«الحقيقي.»

## بعض الفنانين الذين اقاموا في دار عبد الطيف

### الرسامون
- ليون كوفي
- ليون كاريه
- جاك سيمون
- جول ميغوني
- تشارلز دوفريسن
- هنري فيلان
- أدولف بوفير
- ماريوس دي بوزون
- أندريه شابوي
- تشارلز رينيه داريو
- بول إيلي دوبوا
- جان لونوا
- جان بوشود
- موريس بوفيول
- بيير ديفال
- جاك دينييه
- إتيان بوشود
- جان ديزيريه باسكول
- لويس بيرثوم سانت أندريه
- يوجين كورنو
- ألبرت برابو
- لويس ريو
- أندريه توماس روولت
- رينيه ليفريل
- بيير لوك روسو
- بيير يوجين كليرين
- هنري كلامنس
- أندريه هيبوتيرن
- بيير فاري
- جاك وولف
- ريتشارد ماجوت
- إميل بونو
- أندريه هامبورج
- روجر نيفلت
- جان هورستل
- اميل صابورو
- انطوان فيراري
- جان بونير
- إدغار بيليت
- جان أندريه كانتي
- جان يوجين بيرسير
- فرانسوا فوك
- جورج لو بواتيفين
- أندريه بوس
- بول راجينو
- موريس بويتل
- جان بيير كورنيه
- غابرييل بوقرين
- بيير بارسوس
- جان بيير بلانش
- جيزيل جورج ميانيس
- بيير كليمنت
- بيير غارتييه
- جان جاشت

### النقّاشون
جاك هابلين

### النحاتين

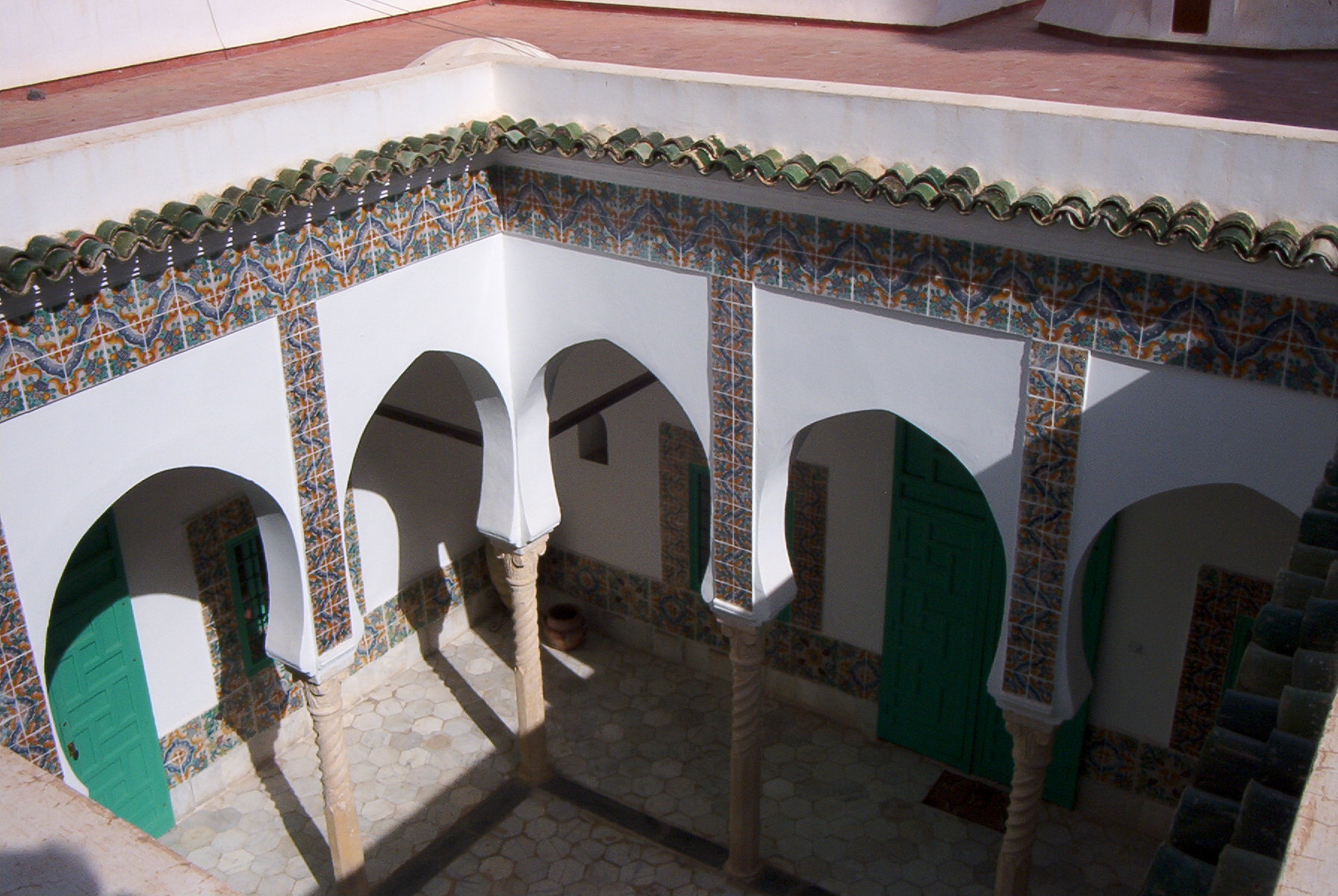
الشرفة والفناء من الطابق الأول.

- فرانسوا كاشو
- مارسيل دامبواز
- لويس ديدرون
- جورج حلبوت دو تاني
- تشارلز بيغونيه
- بيير بواسون (1876-1953)
- فرانسوا كوجان (1902-1945)
- ألبرت بومير (1880-1944)
- بعاز حماش (1984-1990)

## صالة عرض

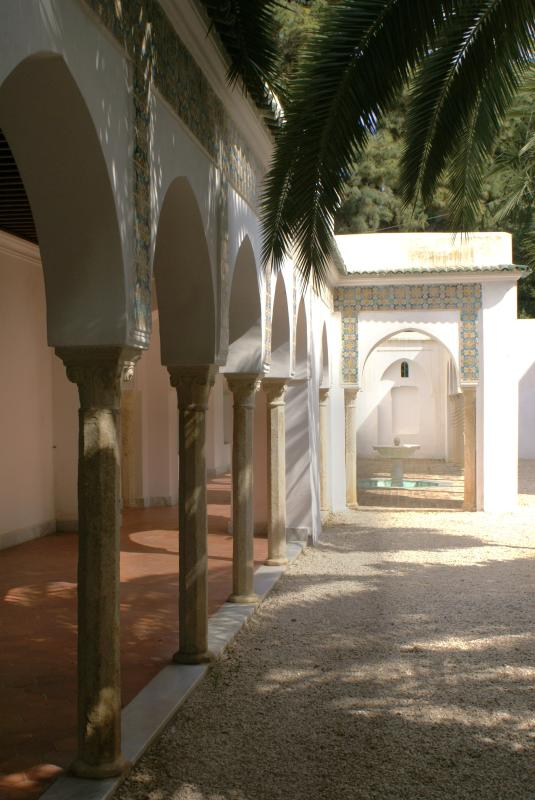
ساحة.
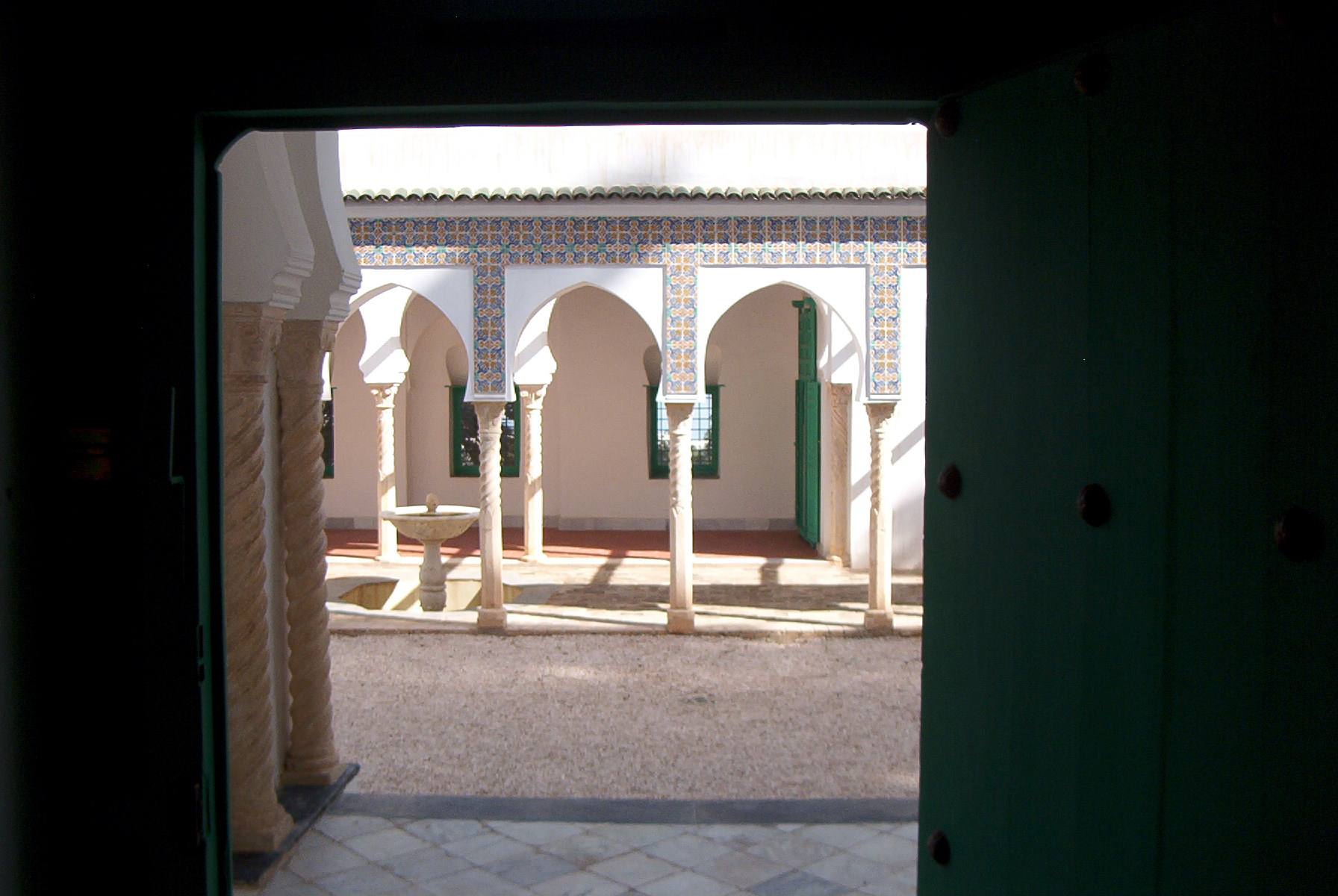
الأعمدة.
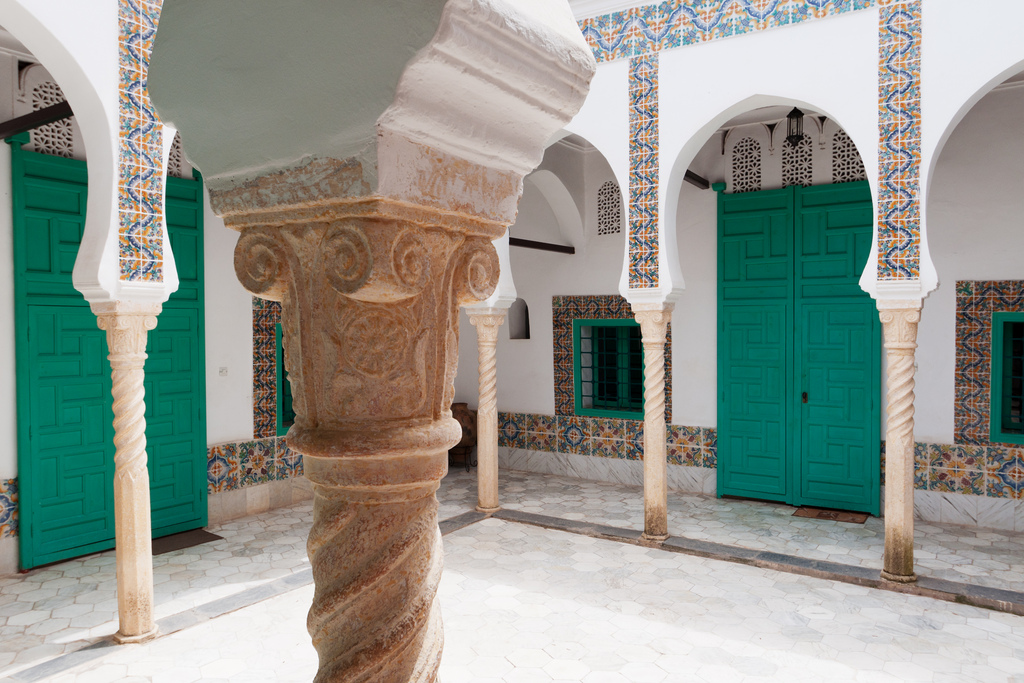
الفناء.
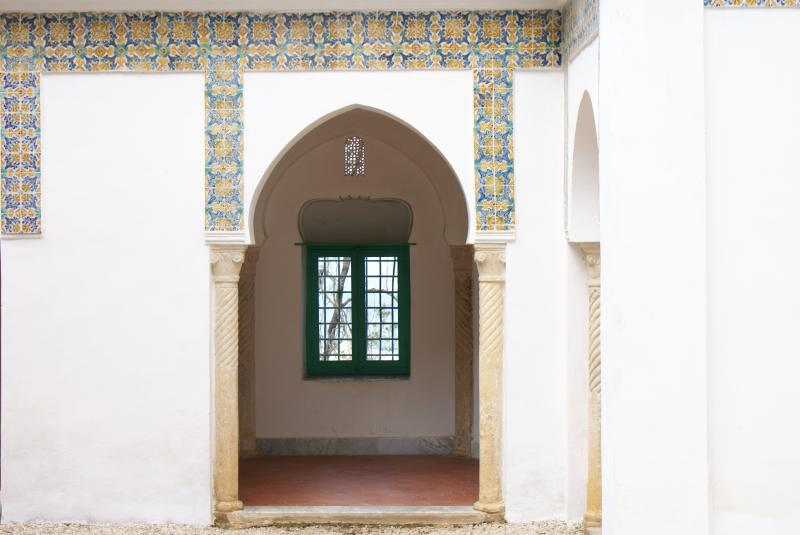
مدخل.
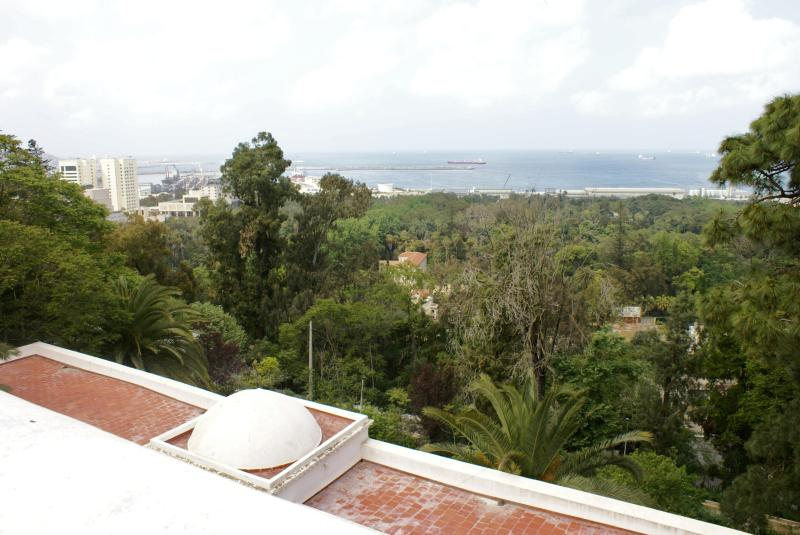
منظر جزئي من الشرفة.

## مقالات ذات صلة
- جائزة عبد اللطيف
- مدرسة الجزائر
- المتحف الوطني للفنون الجميلة بالجزائر العاصمة
- الوكالة الجزائرية للتواصل الثقافي